# 黏質體

使用黏質體进行DNA克隆的步骤

黏質體（Cosmid，又譯黏粒）是一種以λ噬菌體（Lambda phage）中的cos sequences所建構而成的質體，是常用的選殖載體（cloning vector）之一，可用於建構基因組庫。最高可置入44000個鹼基對，高於質粒的10000到15000。

## 外部連結
- 醫學主題詞表（MeSH）：Cosmid